# نفیسه جوزف
نفیسه جوزف (انگلیسی: Nafisa Joseph؛ ۲۸ مارس ۱۹۷۸ – ۲۹ ژوئیهٔ ۲۰۰۴) یک مانکن، مجری اهل هند و ملکهٔ زیبایی هند بود.

## مرگ
نفیسه ژوزف در سال ۲۰۰۴ میلادی به طرز مرموزی درگذشت، پلیس جسد او را در خانه اش و در حالیکه از پنکهٔ سقفی به دار آویخته شده بود پیدا کرد. جسد «ویوکا باباجی» یک مدل لباس و ملکهٔ زیبایی موریشیوس در سال ۱۹۹۳ میلادی هم در حالیکه او نیز از پنکهٔ سقفی داخل آپارتمانش آویزان شده بود کشف گردید. تحقیقات نشان می‌داد که دلیل مرگ نفیسه ژوزف و ویوکا باباجی خودکشی بود.